# Microtome
Microtome is een geslacht van vlinders van de familie spanners (Geometridae), uit de onderfamilie Ennominae.

## Soorten
- M. amaura Warren, 1907
- M. nubilata Warren, 1907
- M. pallidilinea Warren, 1903
- M. recticisa Warren, 1907
- M. stramineata Warren, 1906
- M. trigonata Warren, 1899